# Bunolagus monticularis
Bunolagus monticularis (Бушменів заєць) — рідкісний вид зайцеподібних, що виділяється в монотипний рід Bunolagus. Живе в пустелі Карру у Капській провінції Південно-африканської республіки в рослинності на берегах річок. Чисельність в природних популяціях становить менше 500 статевозрілих особин.

## Зовнішній вигляд
Щільне, шовковисте хутро бушменського зайця зверху сірого кольору, по боках рудуватого, а знизу білого кольору. Має червону пляму на потилиці. Вуха дуже довгі. Хвіст пухнастий, коричневий. Самець зайця важить приблизно 1,5 кг, тоді як самиця — близько 1,8 кг. У довжину заєць сягає від 33 до 47 см.

## Екологія
Бушменів заєць — переважно рослиноїдна тварина. Харчується листям, корою, гілочками та квітами, іноді їсть і послід тварин. Активніший і частіше годується в нічний час. Проводить день в невеликих ямах в тіні кущів. 

## Життєвий цикл
У тварин полігамна поведінка спарювання. Цей вид має один приплід на рік по 1-2 дитинча. Вагітність триває 35-36 днів. Діти голі й сліпі при народженні. Довголіття в неволі п'ять років.